# Coloma (Michigan)
Pour les articles homonymes, voir Coloma.
Coloma est une ville du comté de Berrien, dans l'État du Michigan, aux États-Unis. En 2020, sa population était de 1 465 habitants.